# M2TS
.m2ts是基於MPEG transport stream以及BDAV MPEG-2 transport stream的視訊檔案格式。這種檔案格式多用於高清的Blu-ray Disc與AVCHD.
舉例來說，M2TS檔名可以是“zzzzz.m2ts”，這裡的“zzzzz”是檔案的名字。檔名有時也會是"zzzzz.clpi".
M2TS可以由Picture Motion Browser播放，是一套Sony AVCHD camcorders提供的播放媒體。一些M2TS亦可透過ALLPlayer、MPlayer、Windows Media Player、BSplayer、VLC等軟件播放。
另外有一種出現在AVCHD的設備上，附檔名為MTS的檔案，實際內部格式與M2TS相同，可用Sony的Picture Motion Browser程式轉換為M2TS檔，存在的原因是AVCHD的設備只能使用8.3的命名方式存檔。